# 265 f.Kr.

## Händelser

### Efter plats

#### Grekland
- Trots att den egyptiska flottan blockerar Saroniska bukten besegrar den makedoniske kungen Antigonos II spartanerna och dödar kung Areios I av Sparta nära Korinth, varefter han belägrar Aten.
- Akrotatos II efterträder sin far Areios I som kung av Sparta.

#### Sicilien
- Hiero II hotar att återuppta sina anfall mot mamertinerna. De vädjar då till Karthago och får beskydd av en karthagisk garnison. De vädjar också till romarna, som också är villiga att hjälpa till.

### Efter ämne

#### Teknik
- Den grekiske matematikern Arkimedes, som för tillfället studerar i Alexandria, utvecklar en skruv för vattenupphämtning och räknar ut relativ densitet.

#### Astronomi
- Timocharis blir den förste kände astronomen som dokumenterar planeten Merkurius.

## Avlidna
- Areios I, kung av Sparta sedan 309 f.Kr. (stupad nära Korinth under det chremonidiska kriget)